# Ledinica
Ledinica este o localitate din comuna Žiri, Slovenia, cu o populație de 78 de locuitori.